# Porczak syryjski
Porczak syryjski (Euclidium syriacum (L.) W.T.Aiton) – gatunek roślin z rodziny kapustowatych. Należy do monotypowego rodzaju porczak Euclidium. Występuje w południowo-wschodniej Europie i zachodniej Azji, sięgając na wschodzie Indii i Mongolii. Jako gatunek introdukowany zarejestrowany został w Ameryce Północnej, północnej Afryce, Australii, na Dalekim Wschodzie Azji oraz w Europie Środkowej. W Polsce ma status efemerofita.